# Moravod
Moravod či Morawod (7. století? – 7. či 8. století?) byl podle Tomáše Pešiny syn vládce Sáma a jeho nástupce ve vedení Sámovy říše.

## Údaje Tomáše Pešiny
O existenci tohoto vládce se Tomáš Pešina zmínil ve druhé knize své kroniky Mars Moravicus a podle Moravoda měla země získat i své jméno Morava. Podle Pešiny měl tento vládce na území Moravy vládnout v letech 680–700. Podle Gelasia Dobnera a jeho kritického rozboru připraveného vydání Hájkovy kroniky, Annales Hageciani nevládl Moravod na Moravě, ani ve Vespriu. V letech 700–720 měl Moravě vládnout Vladuc z Karantánie a také Suanthos či Suatben, syn Moravodův. Je také možné, že Tomáš Pěšina i Gelasius Dobner v době nadvlády Habsburské monarchie podlehli zakladatelskému mýtu, inspirováni nejstaršími českými pověstmi a postavy jsou pouze mytickými osobnostmi.

## Výhrady
Historik Robert Nový má k uvedeným údajům výhrady. Domnívá se, že Moravoda jako syna Sámova si vymyslel sám Tomáš Pešina. Moravod by se jako prvorozený syn musel narodit někdy kolem roku 630 a je velmi nepravděpodobné, že by vládl až do roku 700. Spíše by se podle Nového mohlo jednat o Sámova vnuka. Je také možné, že kdosi se jménem Moravod přivedl Moravany na území dnešní Moravy a vzal si za ženu některou z dcer Sámových potomků. Robert Nový se domnívá, že Moravod nebylo ani jméno vladaře, ale jednalo se jen o osobu, která přivedla Moravany na Moravu, tudíž byl vůdcem Moravanů, Mora-vod. Ani další zmíněný vladař Vladuc z Karantánie patrně není jméno osobnosti, ale jen označení pro vládnoucí osobu, Vlad-vláda, Duc či Dux-kníže.
Jméno Moravod uvedl ve své publikaci „Děje na Moravě, od nejstarších dob až do nejnovějších časů sběhlé“ též lékař František Salesiánský Pluskal (1811–1901, pod pseudonymem Pluskal Moravičanský). Národní listy uveřejnily 11. listopadu 1862 anonymní fejeton, ve kterém se tomuto i dalším Pluskalovým názorům vysmály a označily je za nesmysly.